# Werner I. (Habsburg)
Werner I. (II. des Namens) Graf von Habsburg (* 1030; † 11. November 1096) war der dritte Sohn von Ita von Lothringen und Radbot von Habsburg.

## Leben
Graf Werner verzichtete 1082 auf die Herrschaft über das Kloster Muri und ließ durch Mönche aus St. Blasien die alten Einsiedler-Bräuche abschaffen. Muri wurde in eine Schutzvogtei umgewandelt.
Der in die Eheangelegenheiten des Herzogs Rudolf von Rheinfelden (Herzog von Schwaben 1057–1077 und deutscher Gegenkönig 1077–1080) verwickelte Graf war „Rudolfs Cognatus [ein über die mütterliche Seite Verwandter] Werner“, der wohl Graf Werner von Habsburg ist – dieser Umstand bietet einen Hinweis auf die ansonsten nur aus den Acta Murensis bekannten Verwandtschaft der Grafen von Rheinfelden und den Habsburgern. Über die Heirat mit Regulinda von Baden traten die Habsburger in ein verwandtschaftliches Verhältnis mit dem vor allem im Aargau reich begüterten, räthischen Adelsgeschlecht von Lenzburg, welche als Schirmvögte des Klosters Säckingen auch auf rechtsrheinischen Gebiet im Albgau von großem Einfluss waren.

## Nachkommen

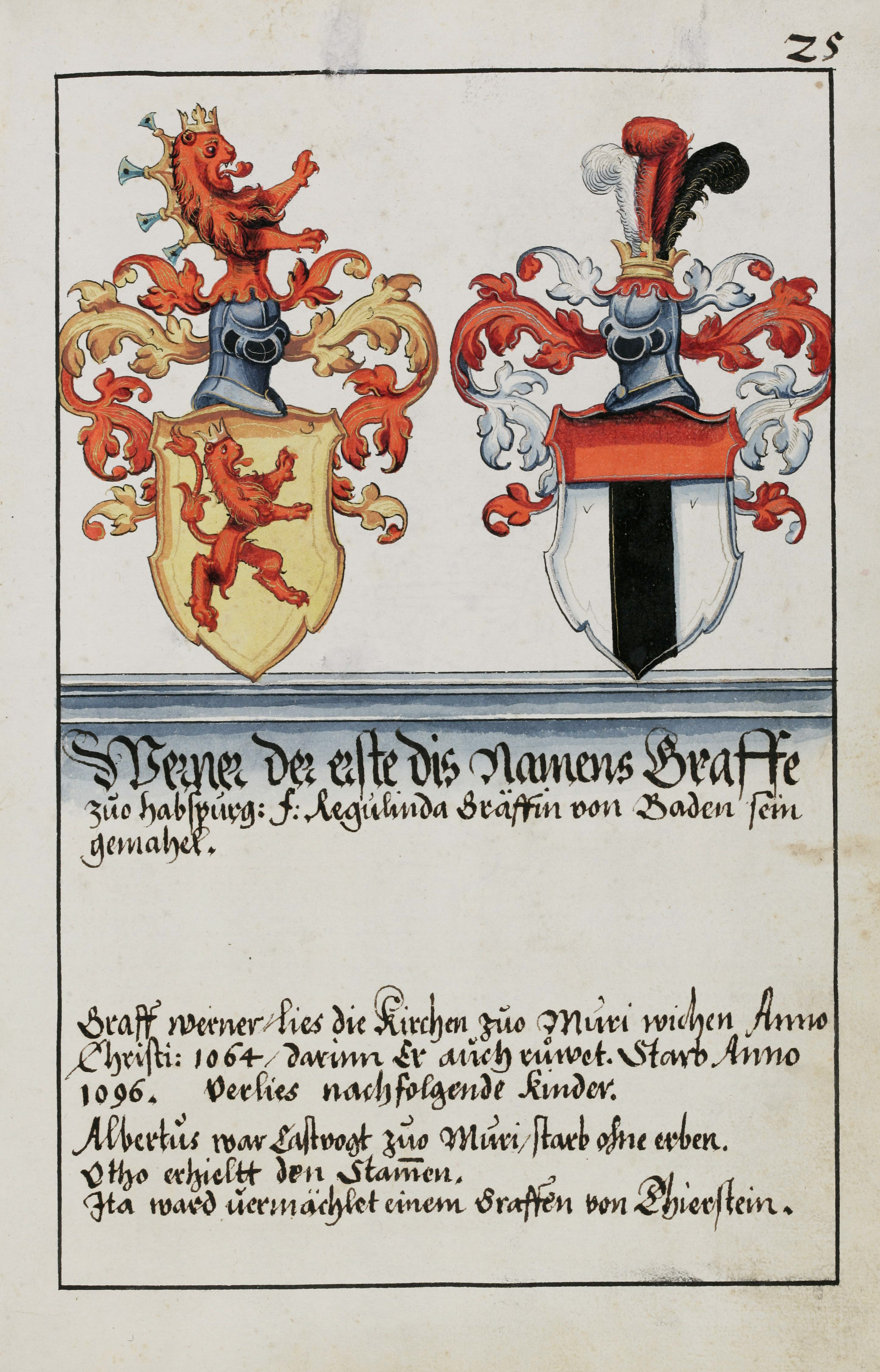
Wappen Werners und Regulindas im Wappenbuch des Hans Ulrich Fisch, Aarau 1627

⚭ Regulinda (Reginlind) Gräfin von Baden (Lenzburg-Baden)
- Albrecht II., Landvogt zu Muri, starb ohne Erben
- Otto II., Graf von Habsburg